# Havet hævner
Havet hævner er en amerikansk stumfilm fra 1920 af Maurice Tourneur.

## Medvirkende
- Rudolph Christians som Caleb West
- Barbara Bedford som Betty West
- John Gilbert som Bill Lacey
- Florence Deshon som Kate Leroy
- Jack McDonald som Morgan Leroy
- Henry Woodward som Henry Sanford
- George Nichols som Joe Bell
- Lydia Yeamans Titus som Bell
- Marie Van Tassell som Barzella Busteed
- James Gibson som Squealer
- Ruth Wing som Zuby Higgins
- B. Edgar Stockwell som Seth Wingate
- Charles Millsfield som Page
- Siggrid McDonald